# Де Лука, Ник
Николас Джон Де Лука — (англ. Nicholas John De Luca, родился 1 февраля 1984 года в Дамфрисе) — шотландский профессиональный регбист, выступающий за английский клуб «Уоспс» и сборную Шотландии на позиции центра.

## Клубная карьера
Ник начал профессиональную карьеру в «Эдинбург», который покинул спустя сезон и присоединился к другому шотландскому клубу «Бордер Рейверс». За «разбойников» Де Лука дебютировал в первом же матче сезона 2006/07 с «Коннахтом». После расформирования «Бордер Рейверс» в конце сезона вернулся в свой первый клуб. Следующие семь лет регбист провёл в столичном клубе, где был твёрдым игроком основного состава и заносил по 3-4 попытки за сезон. В 2008 году Ник и его партнёр по команде Майк Блэр были включены в состав команды года Кельтской лиги.
В апреле 2014 года регбист объявил о своём переходе во французский «Биарриц Олимпик» по завершении сезона. В Стране Басков Де Лука провёл два года, за которые сыграл 20 игр. Летом 2016 года Ник подписал однолетний контракт с «Уоспс». По словам регбиста, он уже был готов завершить профессиональную карьеру, когда «осы» пригласили его в команду. Главный тренер Дей Янг отметил, что Де Лука был подписан исключительно как замена в случае травмы одного из основных игроков, однако не исключил возможности продления контракта.

## Международная карьера
В начале 2000-х годов Ник Де Лука играл в молодёжных сборных Шотландии всех возрастов, а в 2006—2007 и за вторую сборную Шотландии. За главную сборную дебютировал в матче Кубка шести наций 2008 против сборной Франции. В последующие годы Ник выходил в составе «чертополохов» в основном на замену. Свою первую и единственную попытку за сборную регбист занёс сборной Италии на Кубке шести наций 2011. Эта попытка также стала первой для сборной Шотландии на «Мюррейфилде» с ноября 2009 года.
Через несколько месяцев Де Лука попал в заявку на чемпионат мира. На турнире Ник вышел на поле в трёх встречах из четырёх: с Грузией и Аргентиной в стартовом составе, а в матче с Англией заменил травмированного Макса Эванса. С 2014 года в матчах «чертополохов» не участвовал.